# Ragnar Tørnquist
 (janvier 2021).
Pour les articles homonymes, voir Tørnquist.
Ragnar Tørnquist, né le 31 juillet 1970, est un game designer de jeux vidéo norvégien.
En 1994, il rejoint Funcom. En 2012, il fonde son propre studio, Red Thread Games.

## Ludographie
- 1996 : Casper
- 1996 : Cœur de dragon
- 1999 : The Longest Journey
- 2001 : Anarchy Online
- 2006 : Dreamfall: The Longest Journey
- 2012 : The Secret World
- 2014 : Dreamfall Chapters
- 2019 : Draugen